# ريكو 2A03

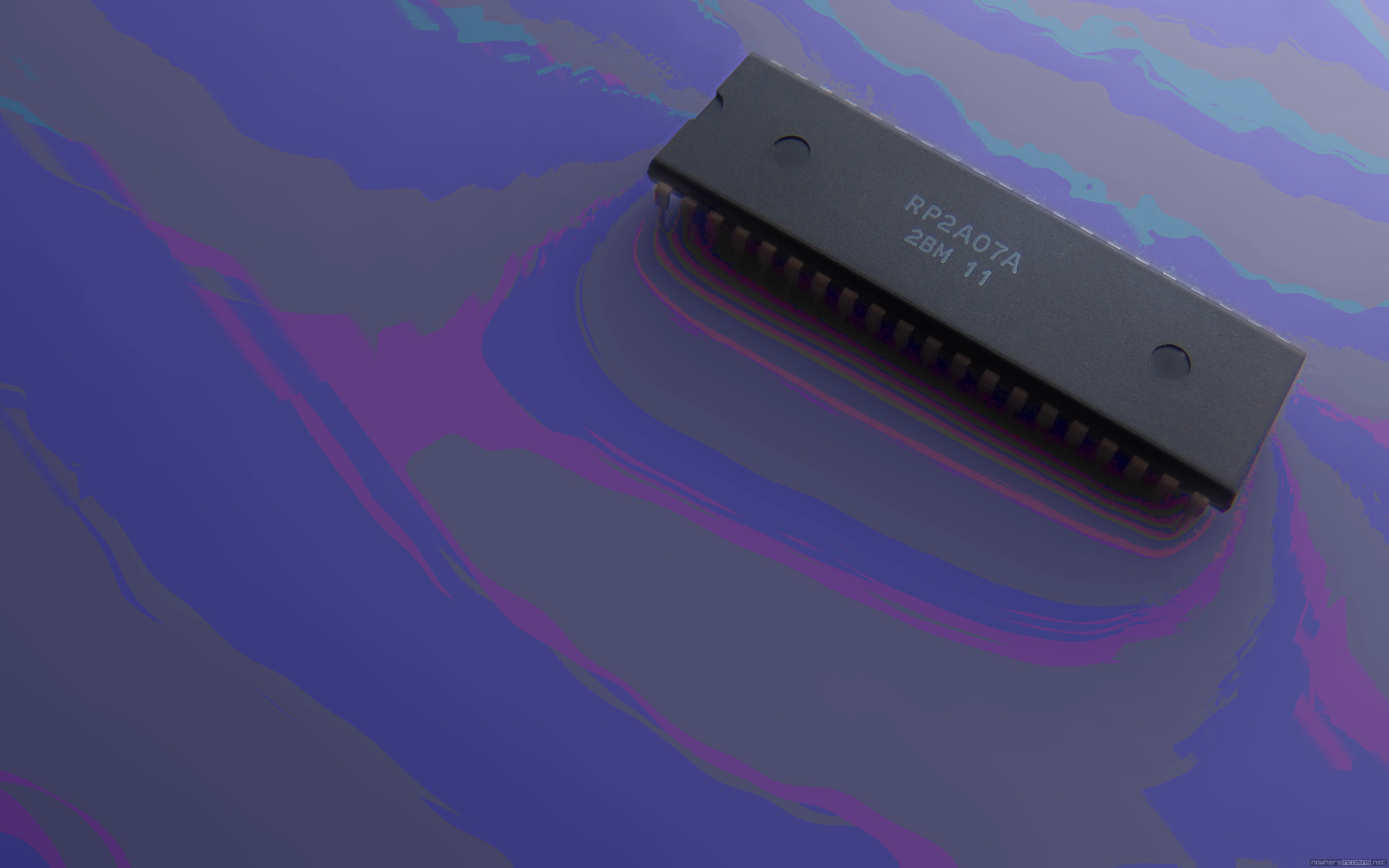
RP2A07A

ريكو 2إيه03 أوآر.بي2إيه03 (إصدار NTSC) / ريكو 2A07 or RP2A07 (إصدار PAL)
هو معالج 8-بت في وحدة التحكم لأنظمة نينتيندو الترفيهية. وتم صنعة من قبل ريكو. وأحتوى على مصدر ثاني لمحور تقنية أم أو أس 6502، وتفتقر إلى الوضع الترميز الثنائي العشري (binary-coded decimal) مع 22 سجل ذاكرة تخطيط مدخلات/ مخرجات تتحكم بمولدات الصوت قابلة للبرمجة، وبرمجة مولدات الوصول المباشر للذاكرة (DMA)، ووحدة تحكم الألعاب (game controller polling).

## الاختلافات العامة
تستخدم الـ NES الأوروبيا والأسترالية معالجات ريكو 2A07 أو RP2A07، والتي كانت مشابهة لـ2A03 بإستثناء الاختلاف في محرك الدورات (clock divider) و جداول تردد الصوت والتي تحسب 50ميجاهيرتز من معدل التحديث العامودي (vertical refresh rate) المستخدم في معايير التلفاز لـ PAL.